# Asuero
Asuero (hebreo:אחשורוש Ašwērōš, griego:Ἀσουήρος Asouḗros, latín: Assuerus) es un nombre aplicado en el Tanaj (Antiguo Testamento) a tres gobernantes de la antigua Persia y a un funcionario babilónico (o rey medo) que aparece por primera vez en el Libro de Ester y más tarde en el Libro de Tobías. Asuero también es mencionado en Esdras 4:6, donde se mencionan las quejas que le presentaron los samaritanos contra los habitantes de Jerusalén.
Comúnmente se le identifica con Jerjes I, aunque una minoría lo haría con Artajerjes II; en la actualidad la mayoría de eruditos, aunque con algunas excepciones, consideran que el relato dado sobre él en el Libro de Ester es ficción histórica.

## En el Libro de Ester
Según el Libro de Ester, era un rey persa con quien Ester, una joven y hermosa hebrea exiliada contrajo matrimonio por consejo de su tutor y primo Mardoqueo. Poseía 127 provincias que se extendían desde la India hasta Etiopía. Asuero se había separado de su reina anterior, Vasti, quien no quiso comparecer a la orden del rey de mostrar su belleza con la corona real ante los pueblos y príncipes de Persia y Media. Aparentemente, Asuero poseía además varias concubinas.

## Identidad
En la actualidad, algunos de los eruditos bíblicos están de acuerdo en que el nombre bíblico de "Asuero" es la forma en hebreo del nombre "Jerjes", y como tal se tiene que identificar al rey bíblico con el homónimo Jerjes I. En favor de ello dichos eruditos ofrecen varios argumentos:
- El nombre hebreo Ăḥašwêrôš (אֲחַשְׁוֵרוֹשׁ) está emparentado con la forma persa antigua del nombre de Jerjes (Xšayāršā). Esta forma del nombre se convirtió en el idioma babilónico en Aḥšiyaršu (𒄴𒅆𒐊𒅈𒋗, aḫ-ši-ia-ar-šu), y posteriormente en Akšiwaršu (𒀝𒅆𒄿𒈠𒅈𒍪, ak-ši-i-wa6-ar-šu), formas de las cuales deriva la propia hebrea.[6]
- En el Libro de Esdras el nombre Asuero se utiliza para referirse a un rey persa cuyo reinado está colocado como cronológicamente posterior a los de Ciro y Darío, pero anterior al de Artajerjes; lo cual en la cronología persa encaja con el reinado de Jerjes I.[7]
- Historiadores clásicos como Heródoto describen a Jerjes I como susceptible a las mujeres y con el hábito de hacerles ofertas extravagantes, tal como lo hizo con Ester («hasta la mitad de mi reino»). Además Heródoto menciona una asamblea de nobles persas convocados por Jerjes para asesorarlo sobre la guerra propuesta contra Grecia. La fecha indicada para la convocación de tal asamblea («después de que Egipto fue sometido») corresponde al tercer año de Jerjes cuando Ester registra una asamblea de la nobleza persa en una fiesta.[8] Heródoto también describe cómo Jerjes buscó consuelo en intrigas de harén después de su derrota en la batalla de Salamina, lo que cronológicamente converge con el relato bíblico que sitúa a Asuero recibiendo a Ester, tras ser nombrada de entre las mujeres del harén que había sido convocado, en el décimo mes de su séptimo año de reinado.[9]

## Consortes
- Vasti fue revocada como reina en el tercer año de reinado de Asuero.
- Ester, una hermosa doncella judía quien, habiendo sido adoptada por su primo Mardoqueo, primo de Ester durante el reinado de Asuero.